# Eucirroedia glenwoodi
Eucirroedia glenwoodi là một loài bướm đêm trong họ Noctuidae.